# دیزرت استورم رکوردز
دیزرت استورم رکوردز (انگلیسی: Desert Storm Records) شرکت نشر موسیقی آمریکایی است، که در سال ۱۹۹۵ تأسیس شد.